# Église Notre-Dame de Locmariaquer
L'église Notre-Dame-de-Kerdro est une église catholique située à Locmariaquer, en France.

## Historique
L'église est construite entre 1082 et 1120 par les moines de Quimperlé (le transept et le chœur en sont les éléments subsistants). En 1548, Locmariaquer est attaquée par la flotte anglaise et en grande partie détruite. L'église subit des dommages. Elle est remaniée aux XVIIe et XVIIIe siècles (construction de la nef, modification des parties romanes ) ; le clocher est construit en 1817. Les portes ouest, nord et sud sont construites en 1835.
Le bénitier est classé au titre des monuments historiques le 27 décembre 1907. Le transept et l'abside y sont inscrits le 24 avril 1925, avant que la protection s'étende à tout l'édifice le 29 novembre 2023. Les retables et tableaux sont classés le 1er décembre 1965.
Les vitraux actuels datent de 1960. Le porche de la porte sud est protégé jusqu'en 1988 par un plafond de bois ; sa destruction a laissé apparaître un écusson.

## Description
L'église est située dans le centre du bourg de Locmariaquer, dans le Morbihan. 

### Extérieur
L’édifice est en croix latine dont la croisée porte une tour carrée (1817) sommée d’un clocher de charpente et d’ardoise. L’abside romane est épaulée par quatre contreforts. Originellement elle était encadrée par une absidiole sur chaque bras du transept, supprimées au XVIIIe siècle. La trace de rebouchage de celle du transept nord est bien visible dans la maçonnerie. A l’emplacement de celle du sud, une sacristie a été construite. Les murs extérieurs de la partie romane (chœur et transept), montés en petit appareil archaïque (moellons cubiques, briques éparses et  rangées de briques romaines en réemploi, sont plus anciens (XIe siècle) que la structure intérieure. La façade porte l'inscription latine « Hic Domus Dei » (« ici est la maison de Dieu »). La porte sud est protégée par un porche en avancée ; elle est surmontée d'un écusson portant les mots « Haec Porta Coelli » (« Ceci est la porte du ciel »).

### Intérieur
L’édifice est couvert de charpente. Il se compose d’une nef à trois vaisseaux (XVIIIe siècle) séparés par des arcs de plein cintre portés par des piles carrées, d’un transept et d’un chœur romans (XI-XIIe siècle). La croisée du transept s’ouvre par de grands arcs de plein cintre à double rouleau portés par des piles complexes à colonnes engagées  dont les chapiteaux sont sculptés. Elle est couverte d’un plafond de bois. Le chœur de deux travées séparées par un arc doubleau retombant sur des colonnes engagées à chapiteaux sculptés est voûté en berceau. Il s’achève en cul-de-four,. 
La belle série de chapiteaux romans est ornée de motifs géométriques et  végétaux stylisés. Un chapiteau est sculpté de têtes de béliers opposés en angles.

### Mobilier
Le bénitier inclus dans le mur près de l'entrée sud daterait du XVe siècle. Il est orné de feuillages et de raisins.
Chacun des deux croisillons comporte un retable surmonté d'un tableau, datant du XVIIe siècle. Le tableau du croisillon nord représente l'Annonciation, celui du croisillon sud la Visitation.
Les douze fenêtres de l'église sont munies de vitraux contemporains, réalisés en 1960 par le verrier rennais Rault. Les motifs des sept vitraux de la nef et du transept sont abstraits. Les cinq vitraux du chœur représentent des images liées à la région : bateau et poissons (pêche), épis de blé (agriculture), lettres NDK (Notre-Dame-de-Kerdro), bouquet de tuiles (ostréiculture), dolmen et menhirs (mégalithes).

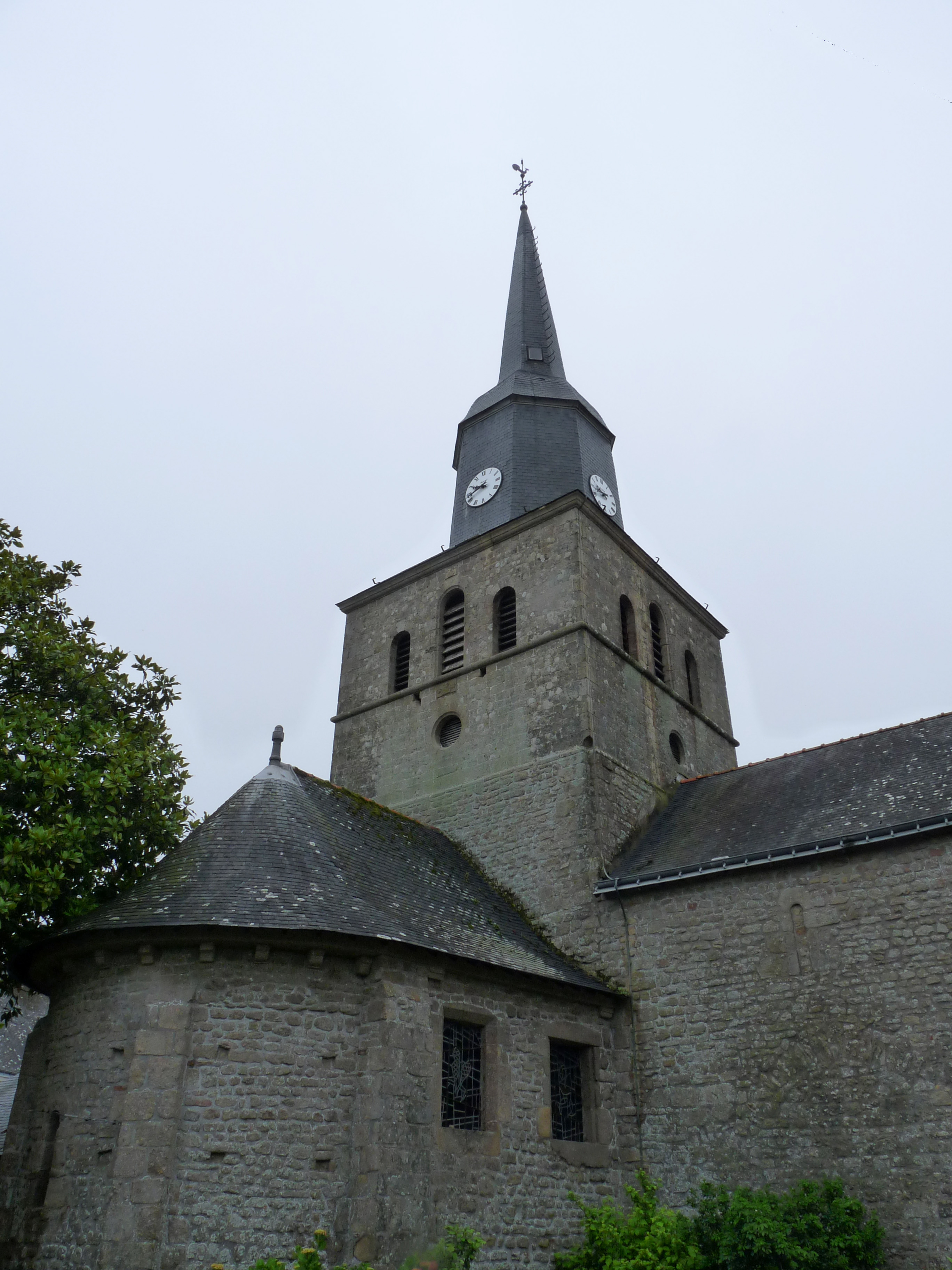
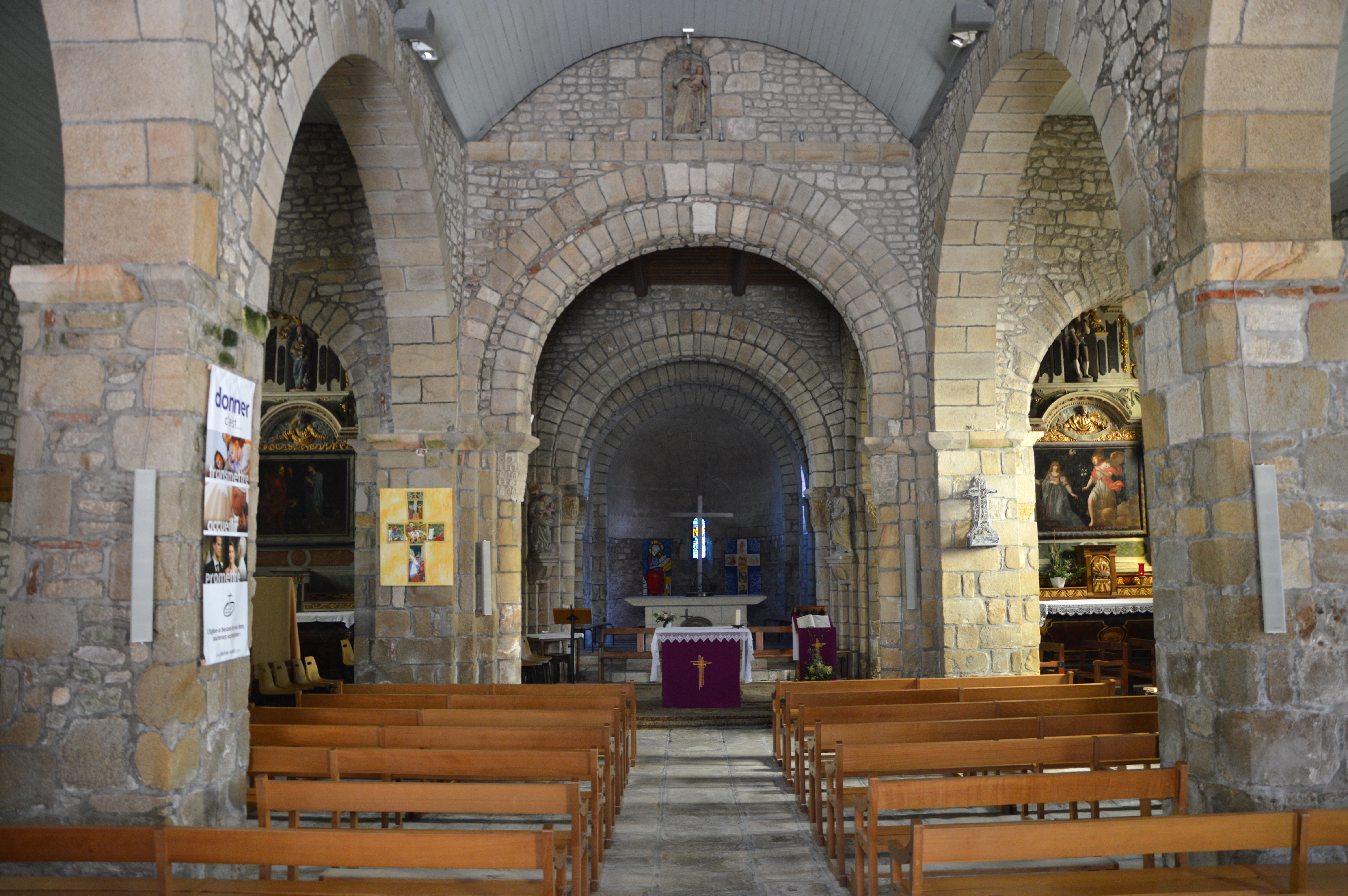